# 大維津加河
大維津加河是俄羅斯的河流，屬於瑟索拉河的左支流，由科密共和國負責管轄，河道全長167公里，流域面積1,970平方公里，河水主要來自融雪。